# HNLMS Hertog Hendrik
Le HNLMS Hertog Hendrik ou Zr.Ms. Hertog Hendrik est un croiseur cuirassé conçu comme navire de défense côtière de la Classe Koningin Regentes en service dans la Marine royale néerlandaise (Koninklijke Marine) pendant la Seconde Guerre mondiale.  
Le navire construit au Rijkswerf d'Amsterdam au début du XXe siècle, est le premier navire de la marine néerlandaise à être équipé d'un système de communication sans fil. Il participe à deux expéditions vers le sud de Célèbes et pendant la guerre civile espagnole, il assure des fonctions de convoi. Pendant la Seconde Guerre mondiale, il est capturé par les forces d'invasion allemandes et transformé en batterie antiaérienne. Après la guerre, le navire est récupéré et rendu aux Pays-Bas, pour être converti en navire d'hébergement.

## Conception
Le navire mesurait 96,622 mètres de long, avait un maître-bau (largeur) de 15,189 mètres, un tirant d'eau de 5,817 mètres et un déplacement de 5 002 tonnes. Le navire était équipé de moteurs alternatifs à deux arbres, d'une puissance de 4 800 kW (6 500 ch) et d'une vitesse maximale de 16,5 nœuds (30,6 km/h). Son blindage de ceinture avait une épaisseur de 150 mm, tandis que son blindage de barbette était de 250 mm et son blindage de tourelle de 250 mm. Deux canons à tourelle simple de 240 mm constituaient l'armement principal du navire, et ceux-ci étaient complétés par quatre canons simples de 150 mm et huit canons simples de 75 mm. Le navire avait un effectif de 340 hommes.

## Histoire
Le Hertog Hendrik a été déposé le 8 mars 1901 par la Reine mère des Pays-Bas, Emma de Waldeck-Pyrmont, au Rijkswerf d'Amsterdam.
Le navire a été mis à l'eau et baptisé par le prince Henri le 7 juin 1902. Le 5 janvier 1904, il a été mis en service dans la Marine royale néerlandaise et a été le premier navire de la marine néerlandaise à être équipé d'un système de communication sans fil. Le navire a quitté Le Helder le 9 novembre 1904 pour les Indes orientales néerlandaises. Peu de temps après son départ, il envoie le premier télégramme sans fil néerlandais.
Le 24 juin 1905, le Hertog Hendrik a heurté un récif de corail près de Matjidosteen alors qu'il se dirigeait vers le golfe de Boni. Le croiseur Zeeland a tenté à plusieurs reprises de dégager le navire échoué, mais ces tentatives se sont avérées infructueuses et ont été abandonnées lorsque les bollards du Zeeland se sont brisés. Le navire a ensuite été dégagé après l'arrivée de son navire-jumeau (sister-ship) De Ruyter et le Japara, un navire avec du matériel de remorquage de la Koninklijke Paketvaart Maatschappij, et du déchargement des réserves de charbon et des munitions du Hertog Hendrik. Plus tard dans l'année, le navire a participé à deux expéditions vers le sud des Célèbes. La première expédition fut entreprise contre le seigneur de Boni. Des sloops armés du Hertog Hendrik, Zeeland et Assahan ont protégé le débarquement des forces néerlandaises près de Patiro le 20 juillet 1905.
Lors de la deuxième expédition, le 11 septembre, les De Ruyter, Hertog Hendrik, Borneo, Serdang et deux navires de la Koninklijke Paketvaart Maatschappij ont participé à des opérations contre le seigneur de Loewoe, allié du seigneur de Boni. Un bataillon d'infanterie et une équipe de débarquement de marines ont été débarqués près de Palope et plus tard dans la journée, les soldats et les marines ont pris le palais du seigneur.
En 1910, le navire et le croiseur Holland ont escorté un autre croiseur, le Noordbrabant, qui avait heurté une falaise le 31 mai alors qu'il faisait route vers Surabaya. La collision a provoqué l'inondation de plusieurs compartiments du navire. Endommagé, le Noordbrabant a continué à naviguer sans aide.
Plus tard cette année-là, le navire entreprit une croisière en Australie pour montrer le pavillon. Après avoir quitté Surabaya le 15 août 1910, le Hertog Hendrik et ses deux navires jumeaux, les  De Ruyter et Koningin Regentes, se rendirent dans les ports de Brisbane, Melbourne, Sydney, Fremantle et plusieurs autres ports.
les Hertog Hendrik et Noordam déployés comme croiseur auxiliaire ont quitté les Pays-Bas le 16 février 1918 en convoi vers les Indes orientales néerlandaises. Ils prévoyaient de prendre la route par le canal de Panama. Au nord de l'Écosse, les navires ont rencontré une forte tempête et ont été obligés de revenir pour effectuer les réparations nécessaires. Les navires sont arrivés le 19 mars au Helder. Le 5 juillet de la même année, une deuxième tentative est faite pour atteindre les Indes orientales néerlandaises en contournant l'Écosse et le cap de Bonne-Espérance. Cette fois, le convoi était composé des Hertog Hendrik, Tabanan déployé comme croiseur auxiliaire, Bengkalis déployé comme charbonnier et Noordam. Le convoi a atteint Tanjung Priok, aux Antilles néerlandaises, le 27 septembre de la même année.
Le 2 mars 1920,avec le Marten Harpertszoon Tromp, il quitte Le Helder pour un voyage de quatre mois en Asie afin de montrer le drapeau. Ils visitent les ports de Singapour, Saïgon, Hong Kong, Shanghai, Kobe et Manille.
.
Le 27 mars 1934, le navire entre dans le port du Helder. Le navire et l'équipage venaient de rentrer d'un exercice de tir en mer Méditerranée pendant les trois premiers mois de 1934 et le 19 février, le navire avait effectué une visite officielle à Venise. Plus tard cette année-là, lors de la journée portes ouvertes de la marine à Schéveningue, le navire et l'équipage ont fait une démonstration avec des projecteurs.
Pendant la guerre civile espagnole, elle a exercé des fonctions de convoi.

### Seconde Guerre mondiale
En décembre 1939, le navire a servi de navire-batterie flottant Batterijschip Vliereede au large de Vlieland pendant plusieurs semaines. Au début de l'année 1940, il a été désarmé en attendant d'être mis à la casse. Cependant, la coque flottante a été capturée le 14 mai 1940 par les forces allemandes d'invasion. Le navire a coulé après avoir été attaqué par un avion britannique les 21 et 22 juin 1940. Les Allemands ont décidé de le sauver en octobre 1940 et l'ont transformé en batterie anti-aérienne à Anvers. La conversion a duré de 1941 à 1943 et le navire a été rebaptisé Ariadne. Après la guerre, le navire fut récupéré à Wilhelmshaven et rendu aux Pays-Bas, pour être converti au chantier naval de Wilton-Fijenoord en navire d'hébergement. Le 21 octobre 1947, il fut remis en service et on lui rendit son nom initial Hertog Hendrik. Il a finalement été mis hors service le 27 septembre 1968 et rayé de la liste de la marine le 28 août 1969.